# Alsace et Lorraine
Alsace et Lorraine, encore appelée communément Vous n'aurez pas l'Alsace et la Lorraine, est une chanson de Gaston Villemer et Hippolyte Nazet pour les paroles et de Frédéric Bentayoux pour la musique, écrite en 1871, au lendemain de la guerre franco-allemande, qui s'est conclue par l'annexion de l'Alsace-Lorraine au nouvel empire allemand.

## Contexte et analyse
Cette chanson s'inscrit dans le contexte du revanchisme et évoque l'espérance des Alsaciens et des Lorrains de redevenir Français.
Le refrain est devenu célèbre au fil des années.

## Paroles
France, à bientôt ! car la sainte espérance

Emplit nos cœurs en te disant : Adieu !

En attendant l'heure de délivrance.

Pour l'avenir… nous allons prier Dieu.

Nos monuments où flotte leur bannière

Semblent porter le deuil de ton drapeau.

France, entends-tu la dernière prière

De tes enfants couchés dans leur tombeau ?

Refrain :

Vous n'aurez pas l'Alsace et la Lorraine,

Et malgré vous nous resterons Français ;

Vous avez pu germaniser la plaine,

Mais notre cœur, vous ne l'aurez jamais.

Eh quoi ! nos fils quitteraient leur chaumière

Et s'en iraient grossir vos régiments !

Pour égorger la France, notre mère,

Vous armeriez le bras de ses enfants !

Ah ! vous pouvez leur confier des armes,

C'est contre vous qu'elles leur serviront,

Le jour où, las de voir couler nos larmes,

Pour nous venger leurs bras se lèveront.

Refrain :

Vous n'aurez pas l'Alsace et la Lorraine,

Et malgré vous nous resterons Français ;

Vous avez pu germaniser la plaine,

Mais notre cœur, vous ne l'aurez jamais.

Ah ! jusqu'au jour où, drapeau tricolore,

Tu flotteras sur nos murs exilés,

Frère, étouffons la haine qui dévore

Et fait bondir nos cœurs inconsolés.

Mais le grand jour où la France meurtrie

Reformera ses nouveaux bataillons,

Au cri sauveur jeté par la Patrie,

Hommes, enfants, femmes nous répondrons :

Refrain :

Vous n'aurez pas l'Alsace et la Lorraine,

Et malgré vous nous resterons Français ;

Vous avez pu germaniser la plaine,

Mais notre cœur, vous ne l'aurez jamais.
— Gaston Villemer, Hippolyte Nazet, Les Chansons d'Alsace-Lorraine

## Création et interprétation
D'après Martin Pénet, la chanson est créée en 1871 par Mlle Chrétienno de l'Eldorado. Elle a été reprise par Amiati, Peschard et Gauthier. Son premier enregistrement a été fait en 1899 par Henri Thomas. Elle est ensuite enregistrée par plusieurs artistes entre 1902 et 1995, parmi lesquels Adolphe Maréchal (1902), Jean Noté (1919), Georges Thill (1939), Germaine Montéro (1939), Alain Vanzo (1995)...

## Postérité de la chanson
- Alsace et Lorraine, pas redoublé national (avec choeurs), composé sur les motifs de Alsace et Lorraine de Ben Tayoux, et Les Cuirassiers de Reischoffen de F. Chassaigne. Arrangement et orchestration par Roger Guttinguer[4]
- Vous n'aurez pas l'Alsace et la Lorraine, film réalisé par Coluche et Marc Monnet, sorti en 1977.
- Dans le ballet de Francis Poulenc, Les Animaux modèles, la troisième scène reprenant la fable de La Fontaine Le Lion amoureux utilise comme thème principal une version légèrement remaniée de l'air[5]. L'œuvre a été créée en 1942 à l'Opéra Garnier devant un parterre d'officiers allemands.
- Le refrain est entonné par les gendarmes dans une scène du film Le Gendarme à New York, sorti en 1965.